# V.League 1 (2003)
V.League 1 (2003) – 20. edycja najwyższej piłkarskiej klasy rozgrywkowej w Wietnamie. W rozgrywkach wzięło udział 12 drużyn, grając systemem kołowym. Sezon rozpoczął się 19 stycznia, a zakończył 22 czerwca 2003 roku. Tytułu nie obroniła drużyna Cảng Sài Gòn. Nowym mistrzem Wietnamu został zespół Hoàng Anh Gia Lai. Tytuł króla strzelców zdobył Nigeryjczyk Emeka Achilefu, który w barwach klubu Nam Định FC strzelił 11 bramek.
Od tego sezonu liga została powiększona z 10 do 12 drużyn.

## Drużyny
| - Hàng Không Việt Nam - Gạch Đồng Tâm Long An – beniaminek - Cảng Sài Gòn - SHB Ðà Nẵng - Đồng Tháp FC – beniaminek - Nam Định FC | - Sông Lam Nghệ An - LG Hà Nội ACB – beniaminek - Thể Công - Binh Dinh FC - Ngân Hàng Đông Á - Hoàng Anh Gia Lai – beniaminek |

## Tabela końcowa
|    | Klub                  | M  | Z  | R | P  | Br+ | Br- | Br+/- | Pkt | Uwagi                                              |
| 1  | Hoàng Anh Gia Lai     | 22 | 12 | 7 | 3  | 41  | 26  | +15   | 43  | Mistrz Azjatycka Liga Mistrzów 2006 – faza grupowa |
| 2  | Gạch Đồng Tâm Long An | 22 | 11 | 7 | 4  | 34  | 17  | +17   | 40  |                                                    |
| 3  | Nam Định FC           | 22 | 10 | 6 | 6  | 22  | 19  | +3    | 36  |                                                    |
| 4  | Bình Định FC          | 22 | 10 | 5 | 7  | 27  | 21  | +6    | 35  | Azjatycka Liga Mistrzów 2006 – runda eliminacyjna  |
| 5  | Sông Lam Nghệ An      | 22 | 9  | 5 | 8  | 25  | 16  | +9    | 32  |                                                    |
| 6  | Thể Công              | 22 | 9  | 5 | 8  | 28  | 27  | +1    | 32  |                                                    |
| 7  | Đồng Tháp FC          | 22 | 8  | 6 | 8  | 28  | 28  | 0     | 30  |                                                    |
| 8  | Hàng Không Việt Nam   | 22 | 8  | 5 | 9  | 23  | 25  | –2    | 29  | Spadek                                             |
| 9  | Ngân Hàng Đông Á      | 22 | 7  | 7 | 8  | 22  | 24  | –2    | 28  |                                                    |
| 10 | SHB Đà Nẵng           | 22 | 8  | 3 | 11 | 24  | 29  | –5    | 27  |                                                    |
| 11 | Cảng Sài Gòn          | 22 | 4  | 7 | 11 | 26  | 41  | –15   | 19  | Spadek                                             |
| 12 | LG-ACB                | 22 | 2  | 5 | 15 | 22  | 49  | –27   | 11  |                                                    |

Źródło: RSSSF